# Iłża (plaats)
Iłża is een stad in het Poolse woiwodschap Mazovië, gelegen in de powiat Radomski. De oppervlakte bedraagt 15,83 km², het inwonertal 5178 (2005).

## Verkeer en vervoer
- Station Iłża